# Salon Kitty
Salon Kitty (pt: Madame Kitty - ger: Doppelspiel - fr: Madame Kitty) é um filme franco-ítalo-germânico, do gênero drama, dirigido por Tinto Brass em 1976.

## Elenco
Helmut Berger, Ingrid Thulin, Teresa Ann Savoy, John Steiner, Sara Sperati, Maria Michi, Rosemarie Lindt, Paola Senatore, John Ireland, Tina Aumont, Alexandra Bogojevic, Dan van Husen

## Sinopse
Salon Kitty foi o primeiro filme “maior” de Tinto Brass e praticamente aquele que sedimentou seu estilo único de erotismo, sempre na linha entre o softcore e o hardcore. O filme aborda a Alemanha Nazista e teria tudo para ser enquadrado entre as produções nazi-exploitation da época, não fosse a extrema elegância com que o diretor conduz tudo, o ótimo elenco, boa produção e a maravilhosa Teresa Ann Savoy, que apareceria em seu posterior Calígula.
Para início de conversa, mesmo não tendo cenas explícitas (mas quase), Salon Kitty é com certeza o filme de Tinto que mais se aproxima de Calígula (e também inclui o ator John Steiner em um papel sinistro). Muito do estilo do filme sobre o imperador romano está aqui, incluindo a mistura de cenas eróticas com algo bastante chocante. 
A história se passa em Berlin, 1939, numa das fases mais críticas da Segunda Guerra Mundial, e o oficial piradaço Walsenburg (Helmut Berger) recebe a missão de fechar o bordel de Madame Kitty (Ingrid Thulin) e abrir o próprio estabelecimento sob o comando dos nazistas, chamado Salon Kitty. 
Nessa missão, Walsenburg treina várias mulheres alemãs, a título de realizar experiencias sexuais delas com homens grotescos, anões, pessoas deformadas, etc. Essa parte inclusive sequer existia direito na versão original lançada nos cinemas, de 110 minutos, apenas na director’s cut, lançada em DVD muitos anos depois, com 133 minutos. 
Toda essa conspiração só ocorre, naturalmente, com a anuência da Madame Kitty, que ilude suas meninas, e diz para elas fazerem tudo que os oficiais mandarem. Nesse interim, a jovem prostituta Martherita (Teresa Ann Savoy), é mais curiosa do que as outras, o que irá causar graves consequências para o Reich. 
Apesar de toda contundência da situação, Salon Kitty é um belíssimo trabalho do cinema erótico, com algumas influências de Os Deuses Malditos, de Luchino Visconti. A violência do background (há uma cena em que os porcos são mortos com requintes de crueldade) não chega a atrapalhar. A fita é um legítimo acompanhamento para ser assistida juntamente com Calígula, pois a partir dos anos 80 o diretor assumiria definitivamente o descompromisso, chegando ao cúmulo de obras beirando a pornochanchada, como Monella, A Travessa e A Pervertida. 
Não que esses dois últimos sejam ruins, mas decididamente não é o mesmo nível de seu cinema nos anos 70. E ainda com todas essas qualidades, Salon Kitty deixa um gosto amargo na boca, como, aliás, todo filme ambientado na Segunda Guerra Mundial que aborde o nazismo.